# Театр Ликавит
Театр Ликавит (греч. Θέατρο Λυκαβηττού ) — театр под открытым небом, одна из самых популярных среди широкой публики музыкальных сцен Афин. Расположен театр в Колонаки, в восточной части Ликавита. Основателем театра является Анна Синодину, которая на протяжении многих лет была его импресарио. На сцене театра выступали выдающиеся греческие и зарубежные исполнители, среди которых: Димитрис Митропанос, Михалис Хадзияннис, Мариос Франгулис, Моррисси, The Dandy Warhols, Pink Martini, Сезария Эвора, Нина Симон.

## История
Театр Ликавит был построен в 1964—1965 годах по инициативе выдающейся греческой драматической актрисы и политика Анны Синодину. При горячей поддержке тогдашнего премьер-министра Греции Георгиоса Папандреу, Синодину получила право 20-летней аренды заброшенного карьера и лицензию на строительство театра на открытом воздухе, который затем должен был вернуться в собственность Греческой национальной организации туризма. Проект сооружения театра разработал архитектор Такис Зенотос. Он, учитывая дух времени и пожелания общественности, чтобы театр был построен по образцу древних, разработал конструкцию легкого «моллюска», который занимает пустоту карьера. Театр вмещает 3000 зрителей, хотя сначала предполагалось, что театр будет вмещать 5000 зрителей.
В период диктатуры «черных полковников» (1967—1972), театр Ликавит был изъят у Синодину. В настоящее время театр принадлежит ΕΤΑ (Ελληνικά Τουριστικά Ακίνητα).

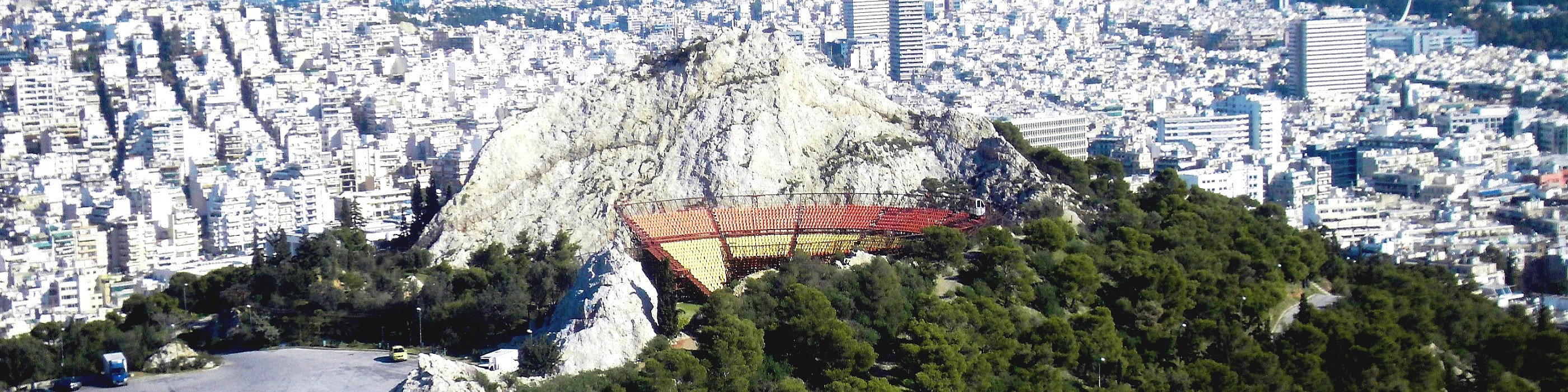
Вид на театр Ликавит с вершины холма Ликавит

.